# Dagon (planeta)
Dagon (Fomalhaut b) – obiekt astronomiczny, hipotetyczna planeta pozasłoneczna krążąca po orbicie wokół gwiazdy Fomalhaut, znajdującej się około 25 lat świetlnych od Słońca, w gwiazdozbiorze Ryby Południowej. W 2008 Kosmiczny Teleskop Hubble’a zaobserwował obiekt, który został uznany za pierwszą planetę pozasłoneczną odkrytą przez bezpośrednią obserwację w świetle widzialnym (oprócz planet przy gwieździe HR 8799, których odkrycie ogłoszono równocześnie), jednak późniejsze analizy wskazały, że w rzeczywistości zaobserwowano jedynie zanikający obłok pyłowy.

## Nazwa
Nazwa własna dla tej hipotetycznej planety została wyłoniona w 2015 roku w publicznym konkursie. Dagon był semickim bóstwem, często przedstawianym jako pół człowiek, pół ryba. Nazwę planety zaproponowali pracownicy St. Cloud State University Planetarium (Stany Zjednoczone). Równolegle w użyciu była nazwa Fomalhaut b, będąca standardowym oznaczeniem planety przez nazwę gwiazdy i małą literę (w kolejności odkrycia, począwszy od b).

## Historia badań

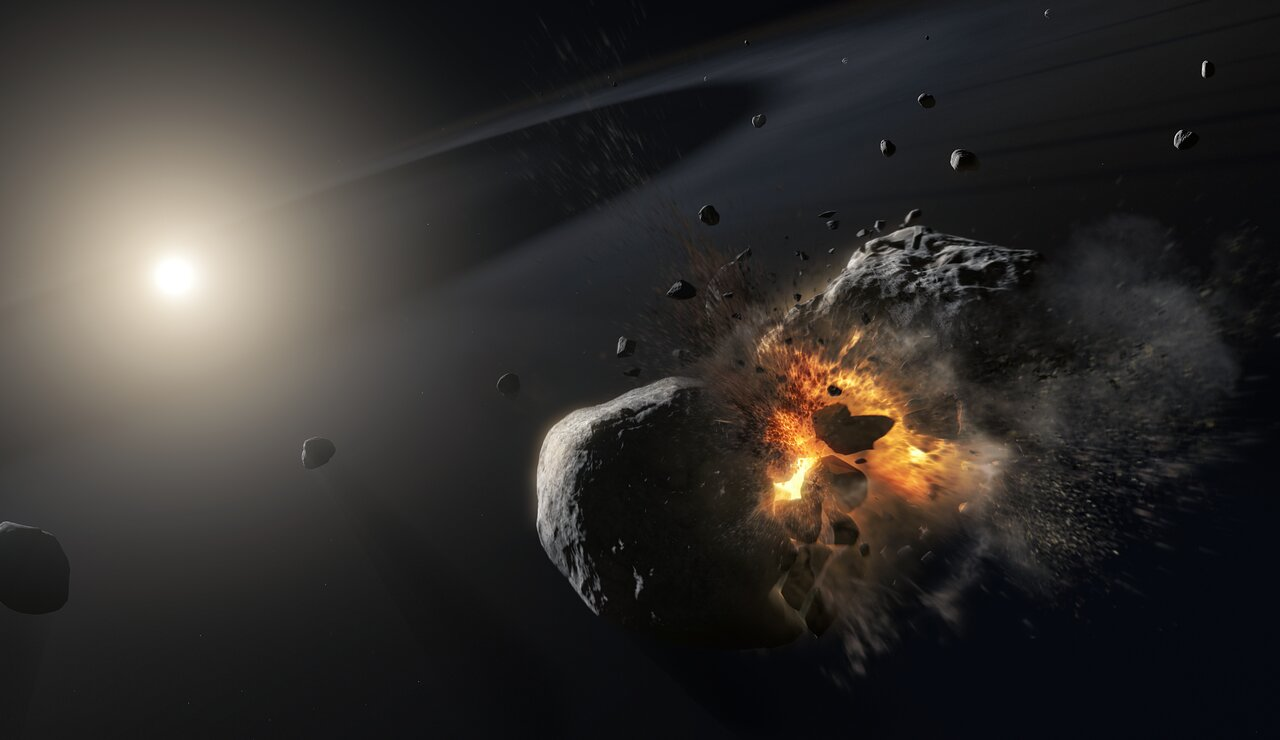
Wizja artystyczna kolizji obiektów okrążających Fomalhauta

Obecność planety była przewidywana już w 2005 ze względu na jej wpływ na dysk pyłowy wokół gwiazdy; dysk ten ma ostrzejszą krawędź wewnętrzną niż gdyby nie zawierał planety. Potencjalna planeta została zlokalizowana w maju 2008, gdy Paul Kalas zidentyfikował na zdjęciach z Teleskopu Hubble’a zrobionych w latach 2004 i 2006 przemieszczający się obiekt. Kalas powiedział: „To dogłębne i przytłaczające przeżycie zobaczyć na własne oczy nigdy wcześniej nie widzianą planetę. O mało nie dostałem ataku serca pod koniec maja, gdy potwierdziłem, że Fomalhaut b okrąża swoją macierzystą gwiazdę”.

### Próby scharakteryzowania
Parametry orbity obiektu i jego cechy fizyczne w miarę obserwacji stały się przedmiotem kontrowersji. Przewidywano, że Fomalhaut b ma rozmiary porównywalne do rozmiarów Jowisza i masę – maksymalnie – 3 MJ. Obiekt znajdował się 115 au od gwiazdy centralnej (17 miliardów km, czyli 3,8 raza dalej niż średnia odległość Neptuna i około 20% dalej niż peryhelium orbity Eris); obliczano, że jeden obieg Fomalhauta zajmuje mu 872 lata ziemskie. Fomalhaut świeci około 16 razy silniej od Słońca, więc przewidywana teoretycznie temperatura Neptuna i Fomalhauta b były podobne.
Na podstawie obserwacji jasności w świetle widzialnym i podczerwonym postawiono hipotezę, że Dagon ma pierścienie planetarne przewyższające rozmiarami pierścienie Saturna.

### Niewykrycie w podczerwieni
Późniejsze obserwacje dokonane przy pomocy Teleskopu Spitzera podały w wątpliwość odkrycie Paula Kalasa. Obserwacje w podczerwieni nie pozwoliły uzyskać obrazu planety na orbicie wskazanej przez pierwsze zdjęcia. Naukowcy z Princeton University nie wykluczyli, że gwiazdę Fomalhaut okrąża jedna lub więcej planet, ale zanegowali istnienie obiektu, który wskazały pierwsze zdjęcia NASA; miałby on być zaledwie gęstszą chmurą pyłu w obrębie dysku.

### Ograniczenie mas i rozmiarów

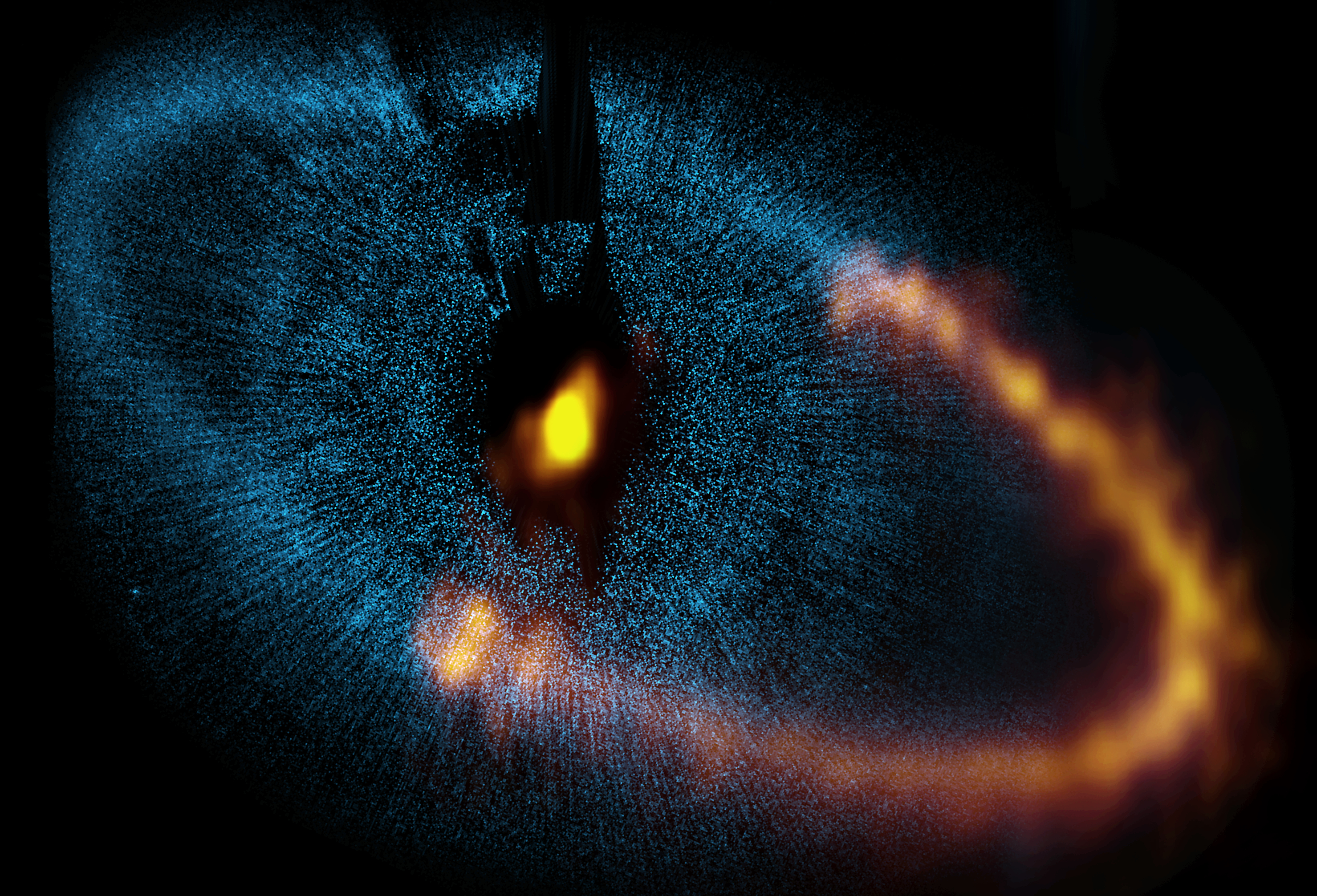
Zdjęcie dysku wokół gwiazdy Fomalhaut (ALMA)

W 2012 roku obserwacje przeprowadzone przy użyciu teleskopu ALMA nałożyły nowe ograniczenie na rozmiary i masę planet okrążających gwiazdę Fomalhaut. Na zdjęciach zarówno wewnętrzny, jak i zewnętrzny brzeg cienkiego, pyłowego dysku wokół gwiazdy jest bardzo ostry. W połączeniu z wynikami symulacji komputerowych prowadzi to do wniosku, że cząstki pyłu w dysku są w nim utrzymywane przez grawitacyjne oddziaływanie dwóch planet, z których jedna znajduje się po wewnętrznej stronie dysku, a druga po zewnętrznej. Przypuszczalnie są one większe niż Mars, lecz mniejsze niż kilka średnic Ziemi, czyli dużo mniejsze niż wcześniej uważano i mniejsze, niż wskazywały to obserwacje teleskopu Hubble’a. Niewielkie rozmiary tych planet tłumaczą, dlaczego nie wykryły ich obserwacje w podczerwieni. Z powodu dużej odległości od gwiazdy (ok. 140 au) planety te należą do najchłodniejszych planet, jakie okrążają zwykłą gwiazdę ciągu głównego.

### Planeta ukryta wśród pyłu
Analizy z 2012 roku postulowały, że planeta istnieje, ale natura obiektu zaobserwowanego przez teleskop Hubble’a jest inna, niż początkowo sądzono. Niezaobserwowanie w podczerwieni przez teleskopy Spitzera i Subaru wskazywało, że planeta musi mieć masę mniejszą niż 2 MJ. Ponowne zbadanie zdjęć z teleskopu Hubble’a pozwoliło znaleźć obraz obiektu w nowym zakresie promieniowania, w którym nie zmienił on jasności; jego orbita miała odpowiadać hipotetycznej planecie kształtującej wewnętrzną krawędź dysku pyłowego. To sugerowało, że planeta jest całkowicie skryta przez pył i to właśnie otaczająca ją chmura pyłu została sfotografowana przez Hubble’a, prowadząc m.in. do błędnego oszacowania rozmiarów planety.

### Zanik
Obserwacje zmian położenia obiektu także budziły wątpliwości, sugerowały, że zamiast okrążać gwiazdę po eliptycznej orbicie, znajduje się na trajektorii ucieczkowej. Wreszcie obserwacje z 2014 roku ukazały, że obiekt zniknął. Te fakty sprawiły, że naukowcy zwątpili w jego planetarną naturę. Obecnie uważa się, że tzw. Fomalhaut b był w rzeczywistości rozszerzającą się w przestrzeni chmurą pyłu, pozostałością po kolizji dużych obiektów podobnych do komet, o średnicach rzędu 200 km.